# Ibrahim Baylan
Ibrahim Baylan (Mardin, Turquia, 15 de março de 1972) é um político sueco, do Partido Social-Democrata.

Foi Ministro da Educação (2004-2006), Ministro da Energia (2014-2019) e Ministro da Coordenação Parlamentar (2016-2019).
Foi Ministro da Economia em 2019-2021.